# Dieses obskure Objekt der Begierde
Dieses obskure Objekt der Begierde (Originaltitel: Cet obscur objet du désir) ist ein französisch-spanisches Drama aus dem Jahr 1977 und zugleich der letzte Film des Regisseurs Luis Buñuel. Das Drehbuch geht auf den 1898 erschienenen Roman La Femme et le Pantin (deutsch 1899: Das Weib und der Hampelmann, später: Dieses obskure Objekt der Begierde) von Pierre Louÿs zurück.

## Handlung
Der alternde Pariser Geschäftsmann Mathieu reist aus seinem Domizil in Sevilla ab. Vor der Abfahrt des Zuges nach Madrid schüttet er einem Mädchen namens Conchita, das ihm nachgeeilt ist, einen Eimer Wasser über den Kopf. Dabei wird er von den Mitreisenden in seinem Abteil, einer Frau mit ihrer Tochter, einem Richter und einem Psychologen beobachtet. Er rechtfertigt vor ihnen dieses seltsame Verhalten, indem er die Geschichte seiner Beziehung zu Conchita erzählt. Vor einiger Zeit war Conchita als Hausmädchen bei ihm angestellt worden. Mathieu hatte schon am ersten Abend versucht, sie zu küssen, doch sie lehnte ab und war am nächsten Morgen verschwunden. Später begegnet er ihr in einer Bar, wo sie als Garderobiere arbeitet, sowie in der Schweiz wieder. Bei diesem Zusammentreffen hinterlässt sie ihm ihre Adresse. Conchita wohnt mit ihrer frömmelnden Mutter in extrem einfachen Verhältnissen am Stadtrand von Paris. Sie halten sich hauptsächlich in der möblierten Wohnung auf. Zu arbeiten lehnen beide ab. Conchita ist nur vom Tanzen begeistert und behauptet, noch Jungfrau zu sein. Mathieu versucht, Conchita mit Geschenken, Geld und über ihre Mutter zu gewinnen. Er erreicht sogar, dass sie in eine von ihm bezahlte Wohnung zieht. Nachdem sie ihn ständig vertröstet hat, liegen endlich beide im Bett. Doch wieder erlebt Mathieu eine unliebsame Überraschung, denn Conchita trägt eine Art „Sittlichkeitshose“. Sie ist derart verschnürt, dass an die Aufnahme von Intimitäten nicht zu denken ist.
Mathieus Liebeskrankheit nimmt immer mehr zu. Conchita hält ihn in einem Wechselbad der Gefühle zum Narren. An einem Tag schmiegt sie sich an ihn, macht Versprechungen und weist ihn kurz darauf wieder zurück. Nachdem er eines Abends festgestellt hat, dass sich ein junger Mann in ihrem Zimmer aufhält, wirft er beide wutentbrannt auf die Straße. Mit Hilfe der Beziehungen eines befreundeten Richters lässt er Conchita und ihre Mutter sogar von der Polizei als „unerwünscht“ aus Frankreich abschieben, um von ihr loszukommen. Weil er es aber ohne sie nicht aushält, will er nach ihr suchen. Er reist mit seinem Diener nach Sevilla. Dort findet er sie zufällig. Leider muss Mathieu nach einem entsprechenden Hinweis feststellen, dass Conchita nicht nur traditionell, sondern auch nackt für Touristen tanzt, was ihn maßlos empört. Er gesteht ihr, dass er sie immer noch liebe, und kauft Conchita eine mondäne Wohnung in der Stadt. Doch sie verhöhnt ihn, führt einen jungen Typen als ihren eigentlichen Liebhaber vor und erzählt ihm, wie sehr sie sich vor ihm ekele. Am Morgen darauf beschwert sie sich bei ihm, dass seine Liebe zu ihr wohl nicht groß genug sei, denn andernfalls hätte er sich schon in der Nacht umbringen müssen. Im Zorn verprügelt Mathieu Conchita, was diese jedoch als Beweis für seine Liebe sieht. Doch der wütende Mathieu lässt sie stehen.
Da fährt Mathieu allein von Sevilla zurück nach Paris. Noch bevor der Zug Madrid erreicht hat, erscheint überraschend Conchita wieder und übergießt Mathieu mit einem Eimer Wasser. Danach fahren die beiden gemeinsam bis nach Paris. Dort explodiert in einer Ladenpassage eine Bombe, die von linksradikalen Terroristen gelegt wurde.

## Hintergrund
Die Romanvorlage La Femme et le Pantin von Pierre Louÿs wurde erstmals 1928 von Jacques de Baroncelli, 1935 von Josef von Sternberg mit Marlene Dietrich in der Hauptrolle unter dem Titel The Devil Is a Woman (deutsch: Der Teufel ist eine Frau) sowie 1959 von Julien Duvivier unter dem Titel Ein Weib wie der Satan verfilmt.
Dieses obskure Objekt der Begierde war der letzte Film Buñuels. Die Weltpremiere fand am 17. August 1977 in Frankreich statt; in der Bundesrepublik lief der Film erst über ein Jahr später am 16. November 1978 an. Das Publikum nahm den Film gut auf und auch die Kritiker waren sich einig, diese Arbeit würde einen würdigen Abschluss seines Gesamtwerks darstellen.
Besonders bemerkenswert an dieser Verfilmung ist, dass Buñuel die weibliche Hauptrolle Conchita von zwei verschiedenen Schauspielerinnen verkörpern lässt, was Mathieus obskuren Liebeswahn umso deutlicher erscheinen lässt.
In der französisch-spanischen Originalfassung des Films wird Fernando Rey vom französischen Schauspieler Michel Piccoli synchronisiert.
Während der Schluss-Szene – Mathieu steht mit Conchita in einer Einkaufspassage vor einem Schaufenster – ertönt die Arie: „Winterstürme wichen dem Wonnemond“ aus dem 1. Aufzug der Oper Die Walküre von Richard Wagner.

## Kritiken
„Buñuels letzter, allegorischer Film – das Leben: eine Reise – ist ein formal und gedanklich sehr vielschichtiges Gebilde. Der politische Kampf (u. a. spielt eine anarchistisch-terroristische ‚Revolutionäre Kampfgruppe vom Kinde Jesu‘ in die Handlung hinein) vermischt sich mit dem in den Klassenkampf integrierten Kampf der Geschlechter. Eine brillant und mit leiser Ironie inszenierte Demaskierung bourgeoisen Bewußtseins und Verhaltens.“

„Luis Buñuel[s] letztes Werk ist gleichzeitig eines seiner besten. Ein allegorischer und ironischer Film, in den der Meisterregisseur eine Vielzahl seiner Themen miteinbezieht: politischer Kampf, Kirche, Kampf der Geschlechter, bourgeoise Gedankenwelten.“

## Auszeichnungen
1978 war Luis Buñuel in der Kategorie Beste Regie und zusammen mit Jean-Claude Carrière in der Kategorie Bestes adaptiertes Drehbuch für den César nominiert. Im selben Jahr erhielt das Werk bei den Golden Globe Awards eine Nominierung als bester fremdsprachiger Film.
Bei der Oscarverleihung 1978 war der Film als bester fremdsprachiger Film und Luis Buñuel und Jean-Claude Carrière als Autoren des besten adaptierten Drehbuches nominiert. Ein Jahr zuvor war Dieses obskure Objekt der Begierde bereits von der Los Angeles Film Critics Association mit dem Preis für den besten fremdsprachigen Film ausgezeichnet worden. Vom National Board of Review wurde das Werk als bester fremdsprachiger Film und für die beste Regie geehrt. Ebenfalls als bester Regisseur wurde Luis Buñuel von der National Society of Film Critics ausgezeichnet.